# Chong Fah Cheong
Chong Fah Cheong (né en 1946) est un artiste plasticien singapourien.
Professeur en art plastique jusqu'en 1978, Fah Cheong est ensuite devenu artiste de façon professionnelle, créant des sculptures figuratives et abstraites.
Il est notamment à l'origine des statues proches du Pont Cavanagh à Singapour.